# Polytekniker Bataljonen
Polytekniker Bataljonen var en dansk modstandsgruppe under besættelsen. Gruppen bestod af ingeniørstuderende ved Polyteknisk Læreanstalt der som led i en særlig form for værnepligt næsten alle havde en militær uddannelse.
Polytekniker Bataljonen opstod fra årsskiftet 1943-1944 som en militær modstandsgruppe. Bataljonen kom ikke samlet i kamp, men fungerede som kompagnier på hver ca. 100 mand, i alt ca. 450 mand ved årsskiftet 1943-44. Gruppens tidligste opgaver i efteråret 1943 bestod i at flytte depoter med militærudrustning. Derved opbyggede man militærudrustning til ca. 500 mand. Fra gruppen blev 19 polyteknikere dræbt under frihedskampen.
På befrielsesdagen den 5. maj 1945 stod enheder fra Polytekniker Bataljonen for bevogtningen af Den Polytekniske Læreanstalt i tilfælde af, at den tyske kapitulation ikke forløb planmæssigt. Andre enheder med omkring 100 polytekniske studerende blev samme dag sendt til Kastrup for at overtage bevogtningen af lufthavnen. På flyvepladsen modtog gruppen de engelske fly, der ankom til Danmark.